# European Rugby Champions Cup 2019/20
Der European Rugby Champions Cup 2019/20 (aus Sponsoringgründen Heineken Champions Cup genannt) war die sechste Ausgabe des European Rugby Champions Cup, des wichtigsten europäischen Pokalwettbewerbs im Rugby Union. Der Wettbewerb begann am 15. November 2019, doch wegen der COVID-19-Pandemie musste die K.-o.-Runde um fünf Monate verschoben werden. Ursprünglich hätte das Finale am 23. Mai 2020 im Stade Vélodrome in Marseille ausgetragen werden sollen. Es fand stattdessen am 17. Oktober 2020 im Ashton Gate Stadium in Bristol statt. Den Titel gewann zum ersten Mal das englische Team Exeter Chiefs.

## Teilnehmer
19 der 20 qualifizierten Mannschaften verteilten sich wie folgt:
- die ersten sechs der English Premiership (englische Meisterschaft)
- die ersten sechs der Top 14 (französische Meisterschaft)
- die sieben besten irischen, schottischen, walisischen und italienischen Franchises der Pro14, einschließlich eines Barrageplatzes

Der 20. Platz wurde wie folgt vergeben:
- der Sieger des Champions Cup 2018/19, sofern nicht bereits qualifiziert hat;
- der Gewinner der European Challenge 2018/19, falls nicht bereits qualifiziert ist;
- der Finalverlierer der European Challenge 2018/19, falls nicht bereits qualifiziert;
- durch ein Entscheidungsspiel zwischen den Halbfinalverlierern der European Challenge 2018/19, falls diese nicht bereits qualifiziert waren;
- ansonsten der höchstplatzierte Verein derselben Liga wie der Gewinner des Champions Cup 2018/19.

## Modus
Es gab fünf Gruppen mit je vier Teams. Jedes Team spielte je ein Heim- und ein Auswärtsspiel gegen die drei Gruppengegner. In der Gruppenphase erhielten die Teams:
- vier Punkte für einen Sieg
- zwei Punkte für ein Unentschieden
- einen Bonuspunkt bei vier oder mehr Versuchen
- einen Bonuspunkt bei einer Niederlage mit sieben oder weniger Punkten Differenz

Für das Viertelfinale qualifizierten sich die fünf Gruppensieger (nach Anzahl gewonnener Punkte auf den Plätzen 1–5 klassiert) und die drei besten Gruppenzweiten (auf den Plätzen 6–8 klassiert). Teams auf den Plätzen 1–4 hatten im Viertelfinale Heimrecht. Es spielte der Erste gegen den Achten, der Zweite gegen den Siebten, der Dritte gegen den Sechsten und der Vierte gegen den Fünften.

## Auslosung
Die Teilnehmer wurden am 19. Juni 2019 in Lausanne den Vorrundengruppen zugelost. Die Setzreihenfolge basierte auf der Leistung in den jeweiligen Meisterschaften.
| Topf 1 | Saracens         | Leinster Rugby         | Stade Toulousain             | ASM Clermont Auvergne | Exeter Chiefs   |
| Topf 2 | Gloucester Rugby | Munster Rugby          | Lyon Olympique Universitaire | Glasgow Warriors      | Ulster Rugby    |
| Topf 3 | Harlequins       | Connacht Rugby         | Racing 92                    | Northampton Saints    | Stade Rochelais |
| Topf 4 | Bath Rugby       | Benetton Rugby Treviso | Montpellier Hérault Rugby    | Sale Sharks           | Ospreys         |

## Gruppenphase

### Gruppe 1
|    | Team                         | Spiele | Siege | Unent. | Ndlg. | Spiel- punkte | Diff. | Bonus- punkte | Tabellen- punkte |
| -- | ---------------------------- | ------ | ----- | ------ | ----- | ------------- | ----- | ------------- | ---------------- |
| 1. | Leinster Rugby               | 6      | 6     | 0      | 0     | 199:76        | + 123 | 4             | 28               |
| 2. | Northampton Saints           | 6      | 4     | 0      | 2     | 166:183       | − 17  | 3             | 19               |
| 3. | Lyon Olympique Universitaire | 6      | 1     | 0      | 5     | 108:141       | − 33  | 3             | 7                |
| 4. | Benetton Rugby Treviso       | 6      | 1     | 0      | 5     | 96:169        | − 73  | 2             | 6                |

| 16. November 2019 16:15 WEZ | Leinster Rugby | 33 : 19 | Benetton Rugby Treviso | RDS Arena, Dublin Zuschauer: 15.080 Schiedsrichter: Pierre Brousset (Frankreich) |
| 16. November 2019 16:15 WEZ | (19:7) Bericht |         |                        | RDS Arena, Dublin Zuschauer: 15.080 Schiedsrichter: Pierre Brousset (Frankreich) |

| 17. November 2019 14:00 WEZ | Northampton Saints | 25 : 14 | Lyon Olympique Universitaire | Franklin’s Gardens, Northampton Zuschauer: 12.603 Schiedsrichter: Frank Murphy (Irland) |
| 17. November 2019 14:00 WEZ | (19:0) Bericht     |         |                              | Franklin’s Gardens, Northampton Zuschauer: 12.603 Schiedsrichter: Frank Murphy (Irland) |

| 23. November 2019 14:00 MEZ | Benetton Rugby Treviso | 32 : 35 | Northampton Saints | Stadio Comunale di Monigo, Treviso Zuschauer: 3.845 Schiedsrichter: Dave Sutherland (Schottland) |
| 23. November 2019 14:00 MEZ | (25:15) Bericht        |         |                    | Stadio Comunale di Monigo, Treviso Zuschauer: 3.845 Schiedsrichter: Dave Sutherland (Schottland) |

| 23. November 2019 16:15 MEZ | Lyon Olympique Universitaire | 6 : 13 | Leinster Rugby | Matmut Stadium Gerland, Lyon Zuschauer: 15.517 Schiedsrichter: Luke Pearce (England) |
| 23. November 2019 16:15 MEZ | (0:10) Bericht               |        |                | Matmut Stadium Gerland, Lyon Zuschauer: 15.517 Schiedsrichter: Luke Pearce (England) |

| 7. Dezember 2019 14:00 MEZ | Lyon Olympique Universitaire | 28 : 0 | Benetton Rugby Treviso | Matmut Stadium Gerland, Lyon Zuschauer: 13.446 Schiedsrichter: Karl Dickson (England) |
| 7. Dezember 2019 14:00 MEZ | (20:0) Bericht               |        |                        | Matmut Stadium Gerland, Lyon Zuschauer: 13.446 Schiedsrichter: Karl Dickson (England) |

| 7. Dezember 2019 13:00 WEZ | Northampton Saints | 16 : 43 | Leinster Rugby | Franklin’s Gardens, Northampton Zuschauer: 13.735 Schiedsrichter: Alexandre Ruiz (Frankreich) |
| 7. Dezember 2019 13:00 WEZ | (16:19) Bericht    |         |                | Franklin’s Gardens, Northampton Zuschauer: 13.735 Schiedsrichter: Alexandre Ruiz (Frankreich) |

| 14. Dezember 2019 13:45 MEZ | Benetton Rugby Treviso | 25 : 22 | Lyon Olympique Universitaire | Stadio Comunale di Monigo, Treviso Zuschauer: 3.114 Schiedsrichter: JP Doyle (Irland) |
| 14. Dezember 2019 13:45 MEZ | (12:14) Bericht        |         |                              | Stadio Comunale di Monigo, Treviso Zuschauer: 3.114 Schiedsrichter: JP Doyle (Irland) |

| 14. Dezember 2019 17:15 WEZ | Leinster Rugby  | 50 : 21 | Northampton Saints | Aviva Stadium, Dublin Zuschauer: 42.041 Schiedsrichter: Adam Jones (Wales) |
| 14. Dezember 2019 17:15 WEZ | (31:14) Bericht |         |                    | Aviva Stadium, Dublin Zuschauer: 42.041 Schiedsrichter: Adam Jones (Wales) |

| 12. Januar 2020 13:00 WEZ | Northampton Saints | 33 : 20 | Benetton Rugby Treviso | Franklin’s Gardens, Northampton Zuschauer: 12.770 Schiedsrichter: Pierre Brousset (Frankreich) |
| 12. Januar 2020 13:00 WEZ | (5:10) Bericht     |         |                        | Franklin’s Gardens, Northampton Zuschauer: 12.770 Schiedsrichter: Pierre Brousset (Frankreich) |

| 12. Januar 2020 13:00 WEZ | Leinster Rugby  | 42 : 14 | Lyon Olympique Universitaire | RDS Arena, Dublin Zuschauer: 18.138 Schiedsrichter: Ben Whitehouse (Wales) |
| 12. Januar 2020 13:00 WEZ | (21:14) Bericht |         |                              | RDS Arena, Dublin Zuschauer: 18.138 Schiedsrichter: Ben Whitehouse (Wales) |

| 18. Januar 2020 14:00 MEZ | Lyon Olympique Universitaire | 24 : 36 | Northampton Saints | Matmut Stadium Gerland, Lyon Zuschauer: 14.748 Schiedsrichter: Daniel Jones (Wales) |
| 18. Januar 2020 14:00 MEZ | (17:5) Bericht               |         |                    | Matmut Stadium Gerland, Lyon Zuschauer: 14.748 Schiedsrichter: Daniel Jones (Wales) |

| 18. Januar 2020 14:00 MEZ | Benetton Rugby Treviso | 0 : 18 | Leinster Rugby | Stadio Comunale di Monigo, Treviso Zuschauer: 3.861 Schiedsrichter: Karl Dickson (England) |
| 18. Januar 2020 14:00 MEZ | (0:3) Bericht          |        |                | Stadio Comunale di Monigo, Treviso Zuschauer: 3.861 Schiedsrichter: Karl Dickson (England) |

### Gruppe 2
|    | Team             | Spiele | Siege | Unent. | Ndlg. | Spiel- punkte | Diff. | Bonus- punkte | Tabellen- punkte |
| -- | ---------------- | ------ | ----- | ------ | ----- | ------------- | ----- | ------------- | ---------------- |
| 1. | Exeter Chiefs    | 6      | 5     | 1      | 0     | 186:105       | + 81  | 5             | 27               |
| 2. | Glasgow Warriors | 6      | 3     | 1      | 2     | 141:115       | + 26  | 3             | 17               |
| 3. | Stade Rochelais  | 6      | 2     | 0      | 4     | 107:146       | − 39  | 2             | 10               |
| 4. | Sale Sharks      | 6      | 1     | 0      | 5     | 92:160        | − 68  | 3             | 7                |

| 16. November 2019 14:00 WEZ | Glasgow Warriors | 13 : 7 | Sale Sharks | Scotstoun Stadium, Glasgow Zuschauer: 7.351 Schiedsrichter: Alexandre Ruiz (Frankreich) |
| 16. November 2019 14:00 WEZ | (13:0) Bericht   |        |             | Scotstoun Stadium, Glasgow Zuschauer: 7.351 Schiedsrichter: Alexandre Ruiz (Frankreich) |

| 16. November 2019 16:15 MEZ | Stade Rochelais | 12 : 31 | Exeter Chiefs | Stade Marcel-Deflandre, La Rochelle Zuschauer: 16.000 Schiedsrichter: Mike Adamson (Schottland) |
| 16. November 2019 16:15 MEZ | (0:14) Bericht  |         |               | Stade Marcel-Deflandre, La Rochelle Zuschauer: 16.000 Schiedsrichter: Mike Adamson (Schottland) |

| 23. November 2019 15:15 WEZ | Exeter Chiefs   | 34 : 18 | Glasgow Warriors | Sandy Park, Exeter Zuschauer: 10.545 Schiedsrichter: Pascal Gaüzère (Frankreich) |
| 23. November 2019 15:15 WEZ | (10:13) Bericht |         |                  | Sandy Park, Exeter Zuschauer: 10.545 Schiedsrichter: Pascal Gaüzère (Frankreich) |

| 24. November 2019 13:00 WEZ | Sale Sharks    | 25 : 15 | Stade Rochelais | AJ Bell Stadium, Salford Zuschauer: 6.087 Schiedsrichter: Andrew Brace (Irland) |
| 24. November 2019 13:00 WEZ | (10:7) Bericht |         |                 | AJ Bell Stadium, Salford Zuschauer: 6.087 Schiedsrichter: Andrew Brace (Irland) |

| 7. Dezember 2019 16:15 MEZ | Stade Rochelais | 24 : 27 | Glasgow Warriors | Stade Marcel-Deflandre, La Rochelle Zuschauer: 15.678 Schiedsrichter: Luke Pearce (England) |
| 7. Dezember 2019 16:15 MEZ | (18:13) Bericht |         |                  | Stade Marcel-Deflandre, La Rochelle Zuschauer: 15.678 Schiedsrichter: Luke Pearce (England) |

| 8. Dezember 2019 15:15 WEZ | Sale Sharks     | 20 : 22 | Exeter Chiefs | AJ Bell Stadium, Salford Zuschauer: 11.090 Schiedsrichter: Mathieu Raynal (Frankreich) |
| 8. Dezember 2019 15:15 WEZ | (13:22) Bericht |         |               | AJ Bell Stadium, Salford Zuschauer: 11.090 Schiedsrichter: Mathieu Raynal (Frankreich) |

| 14. Dezember 2019 17:15 WEZ | Glasgow Warriors | 7 : 12 | Stade Rochelais | Scotstoun Stadium, Glasgow Zuschauer: 6.801 Schiedsrichter: Wayne Barnes (England) |
| 14. Dezember 2019 17:15 WEZ | (7:12) Bericht   |        |                 | Scotstoun Stadium, Glasgow Zuschauer: 6.801 Schiedsrichter: Wayne Barnes (England) |

| 15. Dezember 2019 13:00 WEZ | Exeter Chiefs | 35 : 10 | Sale Sharks | Sandy Park, Exeter Zuschauer: 10.217 Schiedsrichter: Pierre Brousset (Frankreich) |
| 15. Dezember 2019 13:00 WEZ | (7:3) Bericht |         |             | Sandy Park, Exeter Zuschauer: 10.217 Schiedsrichter: Pierre Brousset (Frankreich) |

| 10. Januar 2020 20:45 MEZ | Stade Rochelais | 30 : 23 | Sale Sharks | Stade Marcel-Deflandre, La Rochelle Zuschauer: 15.500 Schiedsrichter: Mike Adamson (Schottland) |
| 10. Januar 2020 20:45 MEZ | (15:16) Bericht |         |             | Stade Marcel-Deflandre, La Rochelle Zuschauer: 15.500 Schiedsrichter: Mike Adamson (Schottland) |

| 11. Januar 2020 15:15 WEZ | Glasgow Warriors | 31 : 31 | Exeter Chiefs | Scotstoun Stadium, Glasgow Zuschauer: 7.351 Schiedsrichter: Romain Poite (Frankreich) |
| 11. Januar 2020 15:15 WEZ | (24:24) Bericht  |         |               | Scotstoun Stadium, Glasgow Zuschauer: 7.351 Schiedsrichter: Romain Poite (Frankreich) |

| 18. Januar 2020 17:30 WEZ | Sale Sharks    | 7 : 45 | Glasgow Warriors | AJ Bell Stadium, Salford Zuschauer: 7.708 Schiedsrichter: Pascal Gaüzère (Frankreich) |
| 18. Januar 2020 17:30 WEZ | (0:21) Bericht |        |                  | AJ Bell Stadium, Salford Zuschauer: 7.708 Schiedsrichter: Pascal Gaüzère (Frankreich) |

| 18. Januar 2020 17:30 WEZ | Exeter Chiefs   | 33 : 14 | Stade Rochelais | Sandy Park, Exeter Zuschauer: 12.632 Schiedsrichter: Frank Murphy (Irland) |
| 18. Januar 2020 17:30 WEZ | (14:14) Bericht |         |                 | Sandy Park, Exeter Zuschauer: 12.632 Schiedsrichter: Frank Murphy (Irland) |

### Gruppe 3
|    | Team                  | Spiele | Siege | Unent. | Ndlg. | Spiel- punkte | Diff. | Bonus- punkte | Tabellen- punkte |
| -- | --------------------- | ------ | ----- | ------ | ----- | ------------- | ----- | ------------- | ---------------- |
| 1. | ASM Clermont Auvergne | 6      | 5     | 0      | 1     | 207:114       | + 93  | 4             | 24               |
| 2. | Ulster Rugby          | 6      | 5     | 0      | 1     | 129:107       | + 22  | 1             | 21               |
| 3. | Harlequins            | 6      | 2     | 0      | 4     | 114:166       | − 52  | 2             | 10               |
| 4. | Bath Rugby            | 6      | 0     | 0      | 6     | 102:165       | − 63  | 5             | 5                |

| 16. November 2019 14:00 WEZ | Bath Rugby    | 16 : 17 | Ulster Rugby | Recreation Ground, Bath Zuschauer: 13.289 Schiedsrichter: Marius Mitrea (Italien) |
| 16. November 2019 14:00 WEZ | (6:7) Bericht |         |              | Recreation Ground, Bath Zuschauer: 13.289 Schiedsrichter: Marius Mitrea (Italien) |

| 16. November 2019 18:30 MEZ | ASM Clermont Auvergne | 53 : 21 | Harlequins | Stade Marcel-Michelin, Clermont-Ferrand Zuschauer: 17.701 Schiedsrichter: Daniel Jones (Wales) |
| 16. November 2019 18:30 MEZ | (25:7) Bericht        |         |            | Stade Marcel-Michelin, Clermont-Ferrand Zuschauer: 17.701 Schiedsrichter: Daniel Jones (Wales) |

| 22. November 2019 19:45 WEZ | Ulster Rugby   | 18 : 13 | ASM Clermont Auvergne | Kingspan Stadium, Belfast Zuschauer: 15.466 Schiedsrichter: JP Doyle (England) |
| 22. November 2019 19:45 WEZ | (13:3) Bericht |         |                       | Kingspan Stadium, Belfast Zuschauer: 15.466 Schiedsrichter: JP Doyle (England) |

| 23. November 2019 17:30 WEZ | Harlequins    | 15 : 9 | Bath Rugby | The Stoop, London Zuschauer: 13.205 Schiedsrichter: Frank Murphy (Irland) |
| 23. November 2019 17:30 WEZ | (9:0) Bericht |        |            | The Stoop, London Zuschauer: 13.205 Schiedsrichter: Frank Murphy (Irland) |

| 6. Dezember 2019 19:45 WEZ | Bath Rugby    | 17 : 34 | ASM Clermont Auvergne | Recreation Ground, Bath Zuschauer: 11.700 Schiedsrichter: Andrew Brace (Irland) |
| 6. Dezember 2019 19:45 WEZ | (7:7) Bericht |         |                       | Recreation Ground, Bath Zuschauer: 11.700 Schiedsrichter: Andrew Brace (Irland) |

| 7. Dezember 2019 15:15 WEZ | Ulster Rugby    | 25 : 24 | Harlequins | Kingspan Stadium, Belfast Zuschauer: 17.923 Schiedsrichter: Mike Adamson (Schottland) |
| 7. Dezember 2019 15:15 WEZ | (10:10) Bericht |         |            | Kingspan Stadium, Belfast Zuschauer: 17.923 Schiedsrichter: Mike Adamson (Schottland) |

| 13. Dezember 2019 17:15 WEZ | Harlequins     | 10 : 34 | Ulster Rugby | The Stoop, London Zuschauer: 13.808 Schiedsrichter: Alexandre Ruiz (Frankreich) |
| 13. Dezember 2019 17:15 WEZ | (3:10) Bericht |         |              | The Stoop, London Zuschauer: 13.808 Schiedsrichter: Alexandre Ruiz (Frankreich) |

| 15. Dezember 2019 16:15 MEZ | ASM Clermont Auvergne | 52 : 26 | Bath Rugby | Stade Marcel-Michelin, Clermont-Ferrand Zuschauer: 16.332 Schiedsrichter: Ben Whitehouse (Wales) |
| 15. Dezember 2019 16:15 MEZ | (40:14) Bericht       |         |            | Stade Marcel-Michelin, Clermont-Ferrand Zuschauer: 16.332 Schiedsrichter: Ben Whitehouse (Wales) |

| 10. Januar 2020 19:45 WEZ | Bath Rugby      | 19 : 25 | Harlequins | Recreation Ground, Bath Zuschauer: 12.059 Schiedsrichter: Pascal Gaüzère (Frankreich) |
| 10. Januar 2020 19:45 WEZ | (14:12) Bericht |         |            | Recreation Ground, Bath Zuschauer: 12.059 Schiedsrichter: Pascal Gaüzère (Frankreich) |

| 11. Januar 2020 13:00 MEZ | ASM Clermont Auvergne | 29 : 13 | Ulster Rugby | Stade Marcel-Michelin, Clermont-Ferrand Zuschauer: 19.004 Schiedsrichter: Matthew Carley (England) |
| 11. Januar 2020 13:00 MEZ | (9:10) Bericht        |         |              | Stade Marcel-Michelin, Clermont-Ferrand Zuschauer: 19.004 Schiedsrichter: Matthew Carley (England) |

| 18. Januar 2020 15:15 WEZ | Ulster Rugby  | 22 : 15 | Bath Rugby | Kingspan Stadium, Belfast Zuschauer: 17.682 Schiedsrichter: Alexandre Ruiz (Frankreich) |
| 18. Januar 2020 15:15 WEZ | (7:7) Bericht |         |            | Kingspan Stadium, Belfast Zuschauer: 17.682 Schiedsrichter: Alexandre Ruiz (Frankreich) |

| 18. Januar 2020 15:15 WEZ | Harlequins      | 19 : 26 | ASM Clermont Auvergne | The Stoop, London Zuschauer: 13.600 Schiedsrichter: George Clancy (Irland) |
| 18. Januar 2020 15:15 WEZ | (12:17) Bericht |         |                       | The Stoop, London Zuschauer: 13.600 Schiedsrichter: George Clancy (Irland) |

### Gruppe 4
|    | Team          | Spiele | Siege | Unent. | Ndlg. | Spiel- punkte | Diff. | Bonus- punkte | Tabellen- punkte |
| -- | ------------- | ------ | ----- | ------ | ----- | ------------- | ----- | ------------- | ---------------- |
| 1. | Racing 92     | 6      | 4     | 1      | 1     | 194:126       | + 68  | 5             | 23               |
| 2. | Saracens      | 6      | 4     | 0      | 2     | 121:88        | + 33  | 2             | 18               |
| 3. | Munster Rugby | 6      | 3     | 1      | 2     | 124:97        | + 27  | 2             | 16               |
| 4. | Ospreys       | 6      | 0     | 0      | 6     | 83:211        | − 128 | 2             | 2                |

| 16. November 2019 18:30 WEZ | Ospreys        | 13 : 32 | Munster Rugby | Liberty Stadium, Swansea Zuschauer: 7.295 Schiedsrichter: Karl Dickson (England) |
| 16. November 2019 18:30 WEZ | (6:13) Bericht |         |               | Liberty Stadium, Swansea Zuschauer: 7.295 Schiedsrichter: Karl Dickson (England) |

| 17. November 2019 16:15 MEZ | Racing 92      | 30 : 10 | Saracens | Paris La Défense Arena, Nanterre Zuschauer: 20.275 Schiedsrichter: Andrew Brace (Irland) |
| 17. November 2019 16:15 MEZ | (18:3) Bericht |         |          | Paris La Défense Arena, Nanterre Zuschauer: 20.275 Schiedsrichter: Andrew Brace (Irland) |

| 23. November 2019 13:00 WEZ | Saracens       | 44 : 3 | Ospreys | Allianz Park, London Zuschauer: 7.531 Schiedsrichter: Thomas Charabas (Frankreich) |
| 23. November 2019 13:00 WEZ | (23:3) Bericht |        |         | Allianz Park, London Zuschauer: 7.531 Schiedsrichter: Thomas Charabas (Frankreich) |

| 23. November 2019 17:30 WEZ | Munster Rugby   | 21 : 21 | Racing 92 | Thomond Park, Limerick Zuschauer: 25.600 Schiedsrichter: Greg Macdonald (England) |
| 23. November 2019 17:30 WEZ | (11:14) Bericht |         |           | Thomond Park, Limerick Zuschauer: 25.600 Schiedsrichter: Greg Macdonald (England) |

| 7. Dezember 2019 17:30 WEZ | Ospreys        | 19 : 40 | Racing 92 | Liberty Stadium, Swansea Zuschauer: 5.487 Schiedsrichter: Frank Murphy (Irland) |
| 7. Dezember 2019 17:30 WEZ | (7:28) Bericht |         |           | Liberty Stadium, Swansea Zuschauer: 5.487 Schiedsrichter: Frank Murphy (Irland) |

| 7. Dezember 2019 17:30 WEZ | Munster Rugby  | 10 : 3 | Saracens | Thomond Park, Limerick Zuschauer: 25.034 Schiedsrichter: Romain Poite (Frankreich) |
| 7. Dezember 2019 17:30 WEZ | (10:3) Bericht |        |          | Thomond Park, Limerick Zuschauer: 25.034 Schiedsrichter: Romain Poite (Frankreich) |

| 13. Dezember 2019 20:45 MEZ | Racing 92      | 40 : 27 | Ospreys | Paris La Défense Arena, Nanterre Zuschauer: 10.113 Schiedsrichter: Luke Pearce (England) |
| 13. Dezember 2019 20:45 MEZ | (26:5) Bericht |         |         | Paris La Défense Arena, Nanterre Zuschauer: 10.113 Schiedsrichter: Luke Pearce (England) |

| 14. Dezember 2019 13:00 WEZ | Saracens      | 15 : 6 | Munster Rugby | Allianz Park, London Zuschauer: 8.500 Schiedsrichter: Pascal Gaüzère (Frankreich) |
| 14. Dezember 2019 13:00 WEZ | (3:3) Bericht |        |               | Allianz Park, London Zuschauer: 8.500 Schiedsrichter: Pascal Gaüzère (Frankreich) |

| 11. Januar 2020 13:00 WEZ | Ospreys         | 15 : 22 | Saracens | Liberty Stadium, Swansea Zuschauer: 7.002 Schiedsrichter: Alexandre Ruiz (Frankreich) |
| 11. Januar 2020 13:00 WEZ | (10:12) Bericht |         |          | Liberty Stadium, Swansea Zuschauer: 7.002 Schiedsrichter: Alexandre Ruiz (Frankreich) |

| 12. Januar 2020 16:15 MEZ | Racing 92       | 39 : 22 | Munster Rugby | Paris La Défense Arena, Nanterre Zuschauer: 18.000 Schiedsrichter: Wayne Barnes (England) |
| 12. Januar 2020 16:15 MEZ | (11:16) Bericht |         |               | Paris La Défense Arena, Nanterre Zuschauer: 18.000 Schiedsrichter: Wayne Barnes (England) |

| 19. Januar 2020 13:00 WEZ | Saracens        | 27 : 24 | Racing 92 | Allianz Park, London Zuschauer: 8.500 Schiedsrichter: Nigel Owens (Wales) |
| 19. Januar 2020 13:00 WEZ | (17:21) Bericht |         |           | Allianz Park, London Zuschauer: 8.500 Schiedsrichter: Nigel Owens (Wales) |

| 19. Januar 2020 13:00 WEZ | Munster Rugby  | 33 : 6 | Ospreys | Thomond Park, Limerick Zuschauer: 19.891 Schiedsrichter: Mathieu Raynal (Frankreich) |
| 19. Januar 2020 13:00 WEZ | (14:6) Bericht |        |         | Thomond Park, Limerick Zuschauer: 19.891 Schiedsrichter: Mathieu Raynal (Frankreich) |

### Gruppe 5
|    | Team                      | Spiele | Siege | Unent. | Ndlg. | Spiel- punkte | Diff. | Bonus- punkte | Tabellen- punkte |
| -- | ------------------------- | ------ | ----- | ------ | ----- | ------------- | ----- | ------------- | ---------------- |
| 1. | Stade Toulousain          | 6      | 6     | 0      | 0     | 162:85        | + 77  | 3             | 27               |
| 2. | Gloucester Rugby          | 6      | 2     | 0      | 4     | 140:140       | ± 0   | 6             | 14               |
| 3. | Montpellier Hérault Rugby | 6      | 2     | 0      | 4     | 118:157       | − 39  | 2             | 10               |
| 4. | Connacht Rugby            | 6      | 2     | 0      | 4     | 120:158       | − 38  | 2             | 10               |

| 15. November 2019 20:45 WEZ | Gloucester Rugby | 20: 25 | Stade Toulousain | Kingsholm Stadium, Gloucester Zuschauer: 11.659 Schiedsrichter: Ben Whitehouse (Wales) |
| 15. November 2019 20:45 WEZ | (20:9) Bericht   |        |                  | Kingsholm Stadium, Gloucester Zuschauer: 11.659 Schiedsrichter: Ben Whitehouse (Wales) |

| 17. November 2019 14:00 WEZ | Connacht Rugby  | 23 : 20 | Montpellier Hérault Rugby | Galway Sportsgrounds, Galway Zuschauer: 6.229 Schiedsrichter: Matthew Carley (England) |
| 17. November 2019 14:00 WEZ | (13:10) Bericht |         |                           | Galway Sportsgrounds, Galway Zuschauer: 6.229 Schiedsrichter: Matthew Carley (England) |

| 23. November 2019 14:00 MEZ | Stade Toulousain | 32 : 17 | Connacht Rugby | Stade Ernest-Wallon, Toulouse Zuschauer: 15.100 Schiedsrichter: Dean Richards (England) |
| 23. November 2019 14:00 MEZ | (15:14) Bericht  |         |                | Stade Ernest-Wallon, Toulouse Zuschauer: 15.100 Schiedsrichter: Dean Richards (England) |

| 24. November 2019 16:15 MEZ | Montpellier Hérault Rugby | 30 : 27 | Gloucester Rugby | GGL Stadium, Montpellier Zuschauer: 10.302 Schiedsrichter: Kieran Barry (Irland) |
| 24. November 2019 16:15 MEZ | (24:10) Bericht           |         |                  | GGL Stadium, Montpellier Zuschauer: 10.302 Schiedsrichter: Kieran Barry (Irland) |

| 8. Dezember 2019 13:00 WEZ | Gloucester Rugby | 26 : 17 | Connacht Rugby | Kingsholm Stadium, Gloucester Zuschauer: 10.875 Schiedsrichter: Pascal Gaüzère (Frankreich) |
| 8. Dezember 2019 13:00 WEZ | (7:10) Bericht   |         |                | Kingsholm Stadium, Gloucester Zuschauer: 10.875 Schiedsrichter: Pascal Gaüzère (Frankreich) |

| 8. Dezember 2019 16:15 MEZ | Stade Toulousain | 23 : 9 | Montpellier Hérault Rugby | Stade Ernest-Wallon, Toulouse Zuschauer: 16.260 Schiedsrichter: Wayne Barnes (England) |
| 8. Dezember 2019 16:15 MEZ | (13:3) Bericht   |        |                           | Stade Ernest-Wallon, Toulouse Zuschauer: 16.260 Schiedsrichter: Wayne Barnes (England) |

| 14. Dezember 2019 13:00 WEZ | Connacht Rugby | 27 : 24 | Gloucester Rugby | Galway Sportsgrounds, Galway Zuschauer: 6.787 Schiedsrichter: Romain Poite (Frankreich) |
| 14. Dezember 2019 13:00 WEZ | (10:7) Bericht |         |                  | Galway Sportsgrounds, Galway Zuschauer: 6.787 Schiedsrichter: Romain Poite (Frankreich) |

| 14. Dezember 2019 20:45 MEZ | Montpellier Hérault Rugby | 18 : 26 | Stade Toulousain | GGL Stadium, Montpellier Zuschauer: 11.366 Schiedsrichter: Nigel Owens (Wales) |
| 14. Dezember 2019 20:45 MEZ | (13:14) Bericht           |         |                  | GGL Stadium, Montpellier Zuschauer: 11.366 Schiedsrichter: Nigel Owens (Wales) |

| 11. Januar 2020 15:15 WEZ | Connacht Rugby | 7 : 21 | Stade Toulousain | Galway Sportsgrounds, Galway Zuschauer: 8.129 Schiedsrichter: Ian Tempest (England) |
| 11. Januar 2020 15:15 WEZ | (7:14) Bericht |        |                  | Galway Sportsgrounds, Galway Zuschauer: 8.129 Schiedsrichter: Ian Tempest (England) |

| 11. Januar 2020 17:30 MEZ | Gloucester Rugby | 29 : 6 | Montpellier Hérault Rugby | Kingsholm Stadium, Gloucester Zuschauer: 12.837 Schiedsrichter: Frank Murphy (Irland) |
| 11. Januar 2020 17:30 MEZ | (7:3) Bericht    |        |                           | Kingsholm Stadium, Gloucester Zuschauer: 12.837 Schiedsrichter: Frank Murphy (Irland) |

| 19. Januar 2020 16:15 MEZ | Montpellier Hérault Rugby | 35 : 29 | Connacht Rugby | GGL Stadium, Montpellier Zuschauer: 9.900 Schiedsrichter: Matthew Carley (England) |
| 19. Januar 2020 16:15 MEZ | (21:21) Bericht           |         |                | GGL Stadium, Montpellier Zuschauer: 9.900 Schiedsrichter: Matthew Carley (England) |

| 19. Januar 2020 16:15 MEZ | Stade Toulousain | 35 : 14 | Gloucester Rugby | Stade Ernest-Wallon, Toulouse Zuschauer: 18.780 Schiedsrichter: Mike Adamson (Schottland) |
| 19. Januar 2020 16:15 MEZ | (21:14) Bericht  |         |                  | Stade Ernest-Wallon, Toulouse Zuschauer: 18.780 Schiedsrichter: Mike Adamson (Schottland) |

## K.-o.-Runde

### Setzliste
1. Leinster Rugby
2. Exeter Chiefs
3. Stade Toulouse
4. ASM Clermont Auvergne
5. Racing 92
6. Ulster Rugby
7. Northampton Saints
8. Saracens

### Viertelfinale
| 19. September 2020 15:00 WESZ | Leinster Rugby                                                                                   | 17 : 25        | Saracens | Aviva Stadium, Dublin Schiedsrichter: Pascal Gaüzère (Frankreich) |
| 19. September 2020 15:00 WESZ | Versuche: Porter 48. erh. Larmour 61. erh. Erhöhungen: Sexton (2/2) Straftritte: Sexton (1/1) 5. | (3:22) Bericht | Versuche: Goode 36. erh. Erhöhungen: Goode (1/1) Straftritte: Goode (4/5) 2., 8., 10., 79. Daly (2/4) 24., 27. | Aviva Stadium, Dublin Schiedsrichter: Pascal Gaüzère (Frankreich) |

| 19. September 2020 18:45 MESZ | ASM Clermont Auvergne | 27 : 36        | Racing 92 | Stade Marcel-Michelin, Clermont-Ferrand Schiedsrichter: Romain Poite (Frankreich) |
| 19. September 2020 18:45 MESZ | Versuche: Falgoux 22. n.erh. Fofana 60. erh. Matsushima 70. erh. Penaud 77. n.erh. Erhöhungen: Lopez (2/4) Straftritte: Lopez (1/1) 31. | (8:24) Bericht | Versuche: Dupichot 3. n.erh. Trinh-Duc 39. erh. Erhöhungen: Iribaren (1/2) Straftritte: Iribaren (6/6) 8., 12., 29., 35., 54., 58. Machenaud (2/2) 64., 74. | Stade Marcel-Michelin, Clermont-Ferrand Schiedsrichter: Romain Poite (Frankreich) |

| 20. September 2020 13:30 MESZ | Stade Toulousain | 36 : 8         | Ulster Rugby                                              | Stade Ernest-Wallon, Toulouse Schiedsrichter: Wayne Barnes (England) |
| 20. September 2020 13:30 MESZ | Versuche: Kolbe (2) 2. n.erh., 39. erh. Dupont 50. erh. Ahki 61. erh. Ramos 66. erh. Erhöhungen: Ramos (4/5) Straftritte: Ramos (1/2) 14. | (15:3) Bericht | Versuche: Cooney 72. n.erh. Straftritte: Cooney (1/1) 26. | Stade Ernest-Wallon, Toulouse Schiedsrichter: Wayne Barnes (England) |

| 20. September 2020 17:30 WESZ | Exeter Chiefs | 38 : 15         | Northampton Saints                                                                                    | Sandy Park, Exeter Schiedsrichter: Matthew Carley (England) |
| 20. September 2020 17:30 WESZ | Versuche: Maunder 17. erh. Vermeulen (2) 25. erh., 77. erh. Nowell 42. erh. Hill 54. erh. Erhöhungen: J. Simmonds (4/4) Steenson (1/1) Straftritte: J. Simmonds (1/1) 61. | (14:10) Bericht | Versuche: Harrison 37. erh. Dingwall 57. n.erh. Erhöhungen: Biggar (1/2) Straftritte: Biggar (1/1) 7. | Sandy Park, Exeter Schiedsrichter: Matthew Carley (England) |

### Halbfinale
| 26. September 2020 14:00 MESZ | Racing 92 | 19 : 15       | Saracens                 | Paris La Défense Arena, Nanterre Schiedsrichter: Nigel Owens (Wales) |
| 26. September 2020 14:00 MESZ | Versuche: Imhoff 76. erh. Erhöhungen: Machenaud (1/1) Straftritte: Iribaren (3/4) 11., 32., 40.+1 Machenaud (1/1) 68. | (9:6) Bericht | Straftritte: Goode (5/5) | Paris La Défense Arena, Nanterre Schiedsrichter: Nigel Owens (Wales) |

| 26. September 2000 15:30 WESZ | Exeter Chiefs | 28 : 18         | Stade Toulousain                                                                                      | Sandy Park, Exeter Schiedsrichter: Andrew Brace (Irland) |
| 26. September 2000 15:30 WESZ | Versuche: Williams (2) 31. erh., 60. erh. S. Simmonds 40. erh. J. Simmonds 70. erh. Erhöhungen: J. Simmonds (4/4) | (14:11) Bericht | Versuche: Placines 36. n.erh. Lebel 76. erh. Erhöhungen: Ramos (1/1) Straftritte: Ramos (2/3) 5., 14. | Sandy Park, Exeter Schiedsrichter: Andrew Brace (Irland) |

### Finale
| 17. Oktober 2020 16:45 MESZ | Exeter Chiefs | 31 : 27         | Racing 92 | Ashton Gate Stadium, Bristol Schiedsrichter: Nigel Owens (Wales) |
| 17. Oktober 2020 16:45 MESZ | Versuche: Cowan-Dickie 8. erh. S. Simmonds 16. erh. Williams 40.+1 erh. Slade 45. erh. Erhöhungen: J. Simmonds (4/4) Straftritte: J. Simmonds (1/1) 80.+1 | (21:12) Bericht | Versuche: Zebo (2) 20. n.erh., 43. n.erh. Imhoff 32. erh. Chat 50. erh. Erhöhungen: Russell (1/2) Machenaud (1/2) Straftritte: Machenaud (1/1) 65. | Ashton Gate Stadium, Bristol Schiedsrichter: Nigel Owens (Wales) |

| 15                 | Stuart Hogg       |                  |
| 14                 | Jack Nowell       | 67. bis 69.      |
| 13                 | Henry Slade       |                  |
| 12                 | Ian Whitten       | 59. 67. 69.      |
| 11                 | Tom O’Flaherty    |                  |
| 10                 | Joe Simmonds      |                  |
| 09                 | Jack Maunder      | 65.              |
| 08                 | Sam Simmonds      |                  |
| 07                 | Jacques Vermeulen | 56.              |
| 06                 | Dave Ewers        |                  |
| 05                 | Jonny Hill        |                  |
| 04                 | Jonny Gray        | 59.              |
| 03                 | Harry Williams    | 56.              |
| 02                 | Luke Cowan-Dickie | 56.              |
| 01                 | Alec Hepburn      | 56.              |
| Auswechselspieler: |                   |                  |
| 16                 | Jack Yeandle      | 56.              |
| 17                 | Ben Moon          | 56.              |
| 18                 | Tomas Francis     | 56. 71. bis 80.′ |
| 19                 | Sam Skinner       | 59.              |
| 20                 | Jannes Kirsten    | 56.              |
| 21                 | Sam Hidalgo-Clyne | 65.              |
| 22                 | Gareth Steenson   |                  |
| 23                 | Oliver Devoto     | 59.              |
| Trainer:           |                   |                  |
| Rob Baxter         |                   |                  |

| 15                 | Simon Zebo            | 65. |
| 14                 | Louis Dupichot        |     |
| 13                 | Virimi Vakatawa       |     |
| 12                 | Henry Chavancy        |     |
| 11                 | Juan Imhoff           |     |
| 10                 | Finn Russell          |     |
| 09                 | Teddy Iribaren        | 40. |
| 08                 | Antonie Claassen      | 76. |
| 07                 | Fabien Sanconnie      |     |
| 06                 | Wenceslas Lauret      |     |
| 05                 | Dominic Bird          |     |
| 04                 | Bernard Le Roux       | 67. |
| 03                 | Georges-Henri Colombe | 51. |
| 02                 | Camille Chat          | 51. |
| 01                 | Eddy Ben Arous        | 76. |
| Auswechselspieler: |                       |     |
| 16                 | Teddy Baubigny        | 51. |
| 17                 | Hassane Kolingar      | 76. |
| 18                 | Ali Oz                | 51. |
| 19                 | Donnacha Ryan         | 67. |
| 20                 | Boris Palu            | 76. |
| 21                 | Maxime Machenaud      | 40. |
| 22                 | Olivier Klemenczak    |     |
| 23                 | Kurtley Beale         | 65. |
| Trainer:           |                       |     |
| Laurent Travers    |                       |     |

## Statistik

### Meiste erzielte Versuche
|    | Name           | Versuche | Verein         |
| -- | -------------- | -------- | -------------- |
| 1. | Sam Simmonds   | 6        | Exeter Chiefs  |
| 2. | Garry Ringrose | 6        | Leinster Rugby |
| 2. | Teddy Thomas   | 6        | Racing 92      |
| 2. | John Cooney    | 6        | Ulster Rugby   |
| 2. | Juan Imhoff    | 6        | Racing 92      |

### Meiste erzielte Punkte
|    | Name           | Punkte | Verein             |
| -- | -------------- | ------ | ------------------ |
| 1. | Joe Simmonds   | 95     | Exeter Chiefs      |
| 2. | Thomas Ramos   | 85     | Stade Toulousain   |
| 3. | John Cooney    | 79     | Ulster Rugby       |
| 4. | Dan Biggar     | 76     | Northampton Saints |
| 5. | Teddy Iribaren | 57     | Racing 92          |